# Bolbohamatum calanus
Bolbohamatum calanus är en skalbaggsart som beskrevs av John Obadiah Westwood 1848. Bolbohamatum calanus ingår i släktet Bolbohamatum och familjen Bolboceratidae. Inga underarter finns listade.